# Loris
Loris je moško osebno ime.

## Izvor imena
Ime Loris je različica imena Lovrenc.

## Pogostost imena
Po podatkih Statističnega urada Republike Slovenije je bilo na dan 31. decembra 2007 v Sloveniji število moških oseb z imenom Loris: 53.

## Osebni praznik
V koledarju je ime Loris skupaj z imenom Lovrenc; god praznuje 10. avgust,  5. septembra oziroma 14. septembra.